# Campus MedTech
Ne doit pas être confondu avec Campus Médecine.
Le Campus MedTech (campus des technologies médicales) est un regroupement d'organismes de recherche situé sur le site de l'Hôpital civil de Strasbourg.
Le but du projet est de rapprocher des acteurs de la recherche afin de favoriser le transfert de compétences dans le domaine des technologies médicales.
Le campus accueillera des lieux de soins, des laboratoires de recherche, des lieux de formation et des pépinières d'entreprises,.
Le projet est piloté par :
- Strasbourg Eurométropole
- État français
- Alsace Biovalley
- Hôpitaux universitaires de Strasbourg
- Université de Strasbourg

Le projet est soutenu par la Fondation Université de Strasbourg.

## Historique
Strasbourg Eurométropole a acquis plusieurs terrains proches de l'hôpital civil en vue de préparer l'implantation du Campus MedTech.
La transaction de 18 000 000 euros a permis d'acquérir l'équivalent de 3 hectares.

## Composition
- Institut hospitalo-universitaire de Strasbourg
- Institut des Implants Biomédicaux
- Technoparc
- Biocluster des Haras